# Will Rogers
Pour les articles homonymes, voir Rogers.
Will Rogers, né à Oologah (Oklahoma) le 4 novembre 1879 et mort à Point Barrow (Alaska) le 15 août 1935, est un acteur, scénariste et producteur américain. Will Rogers est mort dans un accident d'avion (panne moteur) piloté par Wiley Post, au cours d'une tentative de tour du monde par la voie arctique.

1941

## Filmographie

### comme acteur
- 1918 : L'Honneur de Bill (Laughing Bill Hyde) de Hobart Henley : Bill Hyde
- 1919 : Almost a Husband de Clarence G. Badger : Sam Lyman
- 1919 : Jubilo (en) de Clarence G. Badger : Jubilo
- 1920 : Water, Water Everywhere : Billy Fortune
- 1920 : The Strange Boarder : Sam Gardner
- 1920 : Les Protégés de Jim (Jes' Call Me Jim) de Clarence G. Badger : Jim Fenton
- 1920 : Cupidon Cow-boy (Cupid the Cowpuncher) de Clarence G. Badger : Alec Lloyd
- 1920 : Honest Hutch : Hutch
- 1920 : Guile of Women : Hjalmar Maartens
- 1921 : Boys Will Be Boys : Peep O'Day
- 1921 : Un héros malgré lui (An Unwilling Hero) de Clarence G. Badger  : Dick
- 1921 : À la manière de Roméo (Doubling for Romeo) de Clarence G. Badger : Sam Cody / Romeo
- 1921 : A Poor Relation : Noah Vale
- 1922 : One Glorious Day de James Cruze : Professeur Ezra Botts
- 1922 : The Ropin' Fool : 'Ropes' Reilly (+ producteur)
- 1922 : The Headless Horseman : Ichabod Crane
- 1922 : Fruits of Faith de Clarence G. Badger
- 1923 : Jus' Passin' Through : The Hobo
- 1923 : Hustlin' Hank : Hank
- 1923 : Uncensored Movies : Lem Skagwillow
- 1924 : Two Wagons Both Covered : William Banion / Bill Jackson
- 1924 : The Cowboy Sheik : 'Two Straw' Bill
- 1924 : The Cake Eater
- 1924 : Big Moments from Little Pictures
- 1924 : High Brow Stuff
- 1924 : Going to Congress : Alfalfa Doolittle
- 1924 : Don't Park There
- 1924 : Jubilo, Jr. : Jubilo
- 1924 : Our Congressman : Alfalfa Doolittle
- 1924 : A Truthful Liar : Ambassadeur Alfalfa Doolittle
- 1924 : Gee Whiz, Genevieve
- 1927 : Tiptoes (en) : Oncle Hen Kaye
- 1927 : A Texas Steer : Cattle Brander
- 1929 : Happy Days de Benjamin Stoloff
- 1929 : Ils voulaient voir Paris (They Had to See Paris) de Frank Borzage : Pike Peters
- 1930 :  So This Is London de John G. Blystone
- 1930 : Lightnin' de Henry King : Lightnin' Bill Jones
- 1931 : Le Fils de l'oncle Sam chez nos aïeux (A Connecticut Yankee) de David Butler : Hank Martin
- 1931 : Young as You Feel de Frank Borzage : Lemuel Morehouse
- 1931 : Ambassador Bill de Sam Taylor : Bill Harper
- 1932 : Les Affaires et le Plaisir (Business and Pleasure) de David Butler : Earl Tinker
- 1932 : Down to Earth : Pike Peters
- 1932 : Too Busy to Work de John G. Blystone : Jubilo
- 1933 : La Foire aux illusions de Henry King : Abel Frake
- 1933 : Doctor Bull de John Ford : Dr. George 'Doc' Bull
- 1933 : Mr. Skitch : M.. Ira Skitch
- 1934 : David Harum : David Harum
- 1934 : Handy Andy : Andrew Yates
- 1934 : Judge Priest de John Ford : Juge William 'Billy' Priest
- 1935 : Le Démon de la politique (The County Chairman) de John G. Blystone : Jim Hackler
- 1935 : Life Begins at Forty : Kenesaw H. Clark
- 1935 : Doubting Thomas de David Butler : Thomas Brown
- 1935 : Steamboat Round the Bend de John Ford : Docteur John Pearly
- 1935 : In Old Kentucky : Steve Tapley

### comme scénariste
- 1916 : Roaring Camp
- 1921 : Doubling for Romeo
- 1924 : Two Wagons Both Covered

## Citations célèbres
- "Advertising is the art of convincing people to spend money they don't have, for something they don't need." (La publicité est l'art de convaincre les gens de dépenser de l'argent qu'ils n'ont pas, pour quelque chose dont ils n'ont pas besoin.) ;
- "Too many people spend money they haven't earned, to buy things they don't want, to impress people they don't like." (Trop de gens dépensent de l'argent qu'ils ne possèdent pas, pour acheter des choses qu'ils ne veulent pas, pour impressionner des gens qu'ils n'aiment pas.) ;
- "We can't all be heroes because somebody has to sit on the curb and clap as they go by." (Nous ne pouvons pas tous être des héros parce que quelqu'un doit bien être sur le trottoir et applaudir alors qu'ils passent.) ;
- "An onion can make people cry, but there has never been a vegetable invented to make them laugh." (Un oignon peut faire pleurer les gens, mais il n'y a jamais eu un légume inventé pour les faire rire.).